# Frenchtown (New Jersey)
Pour les articles homonymes, voir Frenchtown.
Frenchtown est un borough du comté de Hunterdon dans l'État du New Jersey, aux États-Unis.